# Festivali i Këngës 29
Festivali i Këngës 29 hölls mellan den 24 och 27 december 1990 i Pallati i Kongreseve i centrala Tirana. 
Tävlingen vanns av Anita Bitri med låten "Askush s'do ta besojë" (dashuria e parë). För första gången på flera år utsågs enbart en tvåa och en trea i tävlingen, istället för ett flertal som var vanligt tidigare. Två slutade David Tukiçi och Nertila Koka med "Sagapo, të dua" och trea slutade Mira Konçi och F. Grillo med "Bashkon zemrat muzikë e bukur".

## Deltagare (urval)
| Plats | Artist                      | Låt                             | Text           | Musik          |
| ----- | --------------------------- | ------------------------------- | -------------- | -------------- |
| 1     | Anita Bitri                 | "Askush s'do ta besojë"         | Jorgo Papingji | Flamur Shehu   |
| 2     | David Tukiçi & Nertila Koka | "Sagapo, të dua"                | Alqi Boshnjaku | David Tukiçi   |
| 3     | Mira Konçi & F. Grillo      | "Bashkon zemrat muzikë e bukur" | A. Hajdini     | Shpëtim Saraçi |
| ?     | Irma Libohova               | "Veç një herë jetojmë"          | Agim Doçi      | Pirro Çako     |
| ?     | Kozma Dushi                 | "Atyre që merituan dashurinë"   |                | Agim Rreza     |
| ?     | Myfarete Laze               | "I fola botës për ty"           | Bëtim Muço     | Limoz Dizdari  |
| ?     | Morena Reka                 | "Do trokas"                     | Agim Doçi      | Avni Mula      |
| ?     | Mimoza Dhamo                | "Zemrës i besova"               |                |                |